# Bryum dichotomum
Espèce
Bryum dichotomum est une espèce de mousse.

## Répartition
Bryum dichotomum est présent dans une bonne partie de l'Europe, aussi bien méditerranéenne que scandinave, et en Amérique du Nord au Groenland.

## Référence
- Tela Botanica (Bryophyte) : Bryum dichotomum Hedw.